# Steganthera ledermannii
Steganthera ledermannii är en tvåhjärtbladig växtart som först beskrevs av Janet Russell Perkins, och fick sitt nu gällande namn av Kanehira & Hatusima. Steganthera ledermannii ingår i släktet Steganthera och familjen Monimiaceae. Inga underarter finns listade i Catalogue of Life.